# Phelsuma malamakibo
Phelsuma malamakibo is een hagedis die behoort tot de gekko's. Het is een van de soorten madagaskardaggekko's uit het geslacht Phelsuma.

## Naam en indeling
De wetenschappelijke naam van de soort werd voor het eerst voorgesteld door Ronald Archie Nussbaum, Christopher John Raxworthy, Achille Philippe Raselimanana en Jean-Baptiste Ramanamanjato in 2000. De soortaanduiding malamakibo komt uit het Malagassisch en betekent vrij vertaald 'gladde buik'.

## Uiterlijke kenmerken
Phelsuma malamakibo bereikt een kopromplengte tot 6,1 centimeter en een totale lichaamslengte inclusief staart tot 12,3 cm. De hagedis heeft een groene kleur en heeft een vage tekening zonder strepen. Het aantal schubbenrijen op het midden van het lichaam bedraagt 69 tot 79.

## Verspreiding en habitat
De soort komt voor in delen van Afrika en leeft endemisch in zuidelijk Madagaskar.
De habitat bestaat uit vochtige tropische en subtropische bossen, zowel in laaglanden als in bergstreken, en hoger gelegen graslanden. De soort is aangetroffen op een hoogte van ongeveer 810 tot 1940 meter boven zeeniveau.

## Beschermingsstatus
Door de internationale natuurbeschermingsorganisatie IUCN is de beschermingsstatus 'gevoelig' toegewezen (Near Threatened of NT).